# Дмитриева, Валентина Иововна
Валентина Иововна Дмитриева (в замужестве Ершова; 1859—1947) — русская революционерка, писательница.
В революционном движении — с конца 1870-х годов, в Петербурге входила в группу, связанную с «Народной волей». Позднее была членом партии эсеров.
Печаталась в журналах «Вестник Европы», «Русская мысль», «Русское богатство», «Дело». После 1917 года сотрудничала в советских органах печати.

## Биография
Родилась 28 апреля (10 мая) 1859 года в селе Воронино Балашовского уезда Саратовской губернии в семье крепостного, управляющего имением.
В 1873 году поступила в 4-й класс Тамбовской женской гимназии, которую окончила в 1877 году. По окончании гимназии поступила учительницей в с. Песчанка Балашовского уезда. В 1878 году поступила на Высшие женские врачебные курсы в Петербурге, которые окончила в 1886 году.
С 18 по 26 января 1880 года содержалась в Петропавловской крепости, после чего переведена в III Отделение; с 4 по 14 апреля 1880 года сидела в Доме предварительного заключения, по освобождении из которого была подчинена особому надзору полиции. По соглашению министров юстиции и внутренних дел (август 1880) — дело о Дмитриевой было прекращено с подчинением её негласному надзору. По освобождении уехала в деревню, сначала в Тамбовскую, потом в Саратовскую губернию.
В конце 1891 года, после ареста и освобождения её мужа — Владимира Аркадьевича Ершова — поселилась вместе с ним в Воронеже. В 1892 и 1893 годах работала в Нижнедевицке (Воронежская губерния), в 1894 году служила эпидемическим врачом в Задонске.
Летом 1901 года выехала за границу по паспорту, выданному воронежским губернатором; за её возвращением по циркуляру департаменту полиции — было установлено наблюдение. За границей завязала отношения с социал-революционерами, стала сотрудничать в «Революционной России» и писала революционные рассказы. Затем вернулась в Воронеж.
В ночь на 31 марта 1902 года Дмитриева подверглась обыску и была привлечена к дознанию по делу «Северного Союза»; дело это прекращено без всяких для неё последствий. С 1907 году, с открытием в Воронеже народного университета, Валентина Иововна занялась в нём просветительской работой.
После Февральской революции она выступала с популярными лекциями для разъяснения совершившегося переворота крестьянам, рабочим, солдатам — по сёлам и уездным городам Воронежской губернии.
В 1919 году, в виду тяжёлых условий в Воронеже — переехала в Сочи, где после прихода советской власти служила сначала в Статбюро, потом работала по культурно-просветительской линии.
С 1923 года занялась мемуарами. Жила в Сочи, читала лекции, работала инструктором художественно-агитационного отдела, посещала занятия литературного кружка, созданного при клубе строителей.
В 1933 году познакомилась с Н. А. Островским, и занятия литературного кружка часто стали проходить на квартире молодого писателя. В 1935 году по просьбе автора романа «Как закалялась сталь» Дмитриева работала над пьесой «Павел Корчагин» (инсценировка предназначалась для московского ТРАМа). Работа не была завершена, так как руководство Театра рабочей молодёжи предпочло другого автора.
В годы войны Дмитриева, невзирая на преклонный возраст, вела шефскую работу в госпиталях, жила одиноко и скромно. Дом завещала Союзу писателей.
Умерла 18 февраля 1947 года (по другим данным в 1948 году). Похоронена на Центральном кладбище Сочи.

## Творчество
Начала печататься в 1877 году. Наибольшую ценность представляют её мемуарно-очерковые произведения: «По деревням. Из заметок врача» (1896); «Доброволец» (1889); «Автобиография» (1901, в расширенном виде под названием «Так было» издана в 1930 году), а также небольшие рассказы и повести, в которых Дмитриева описывает деревенские нравы.
В ходе своей литературной карьеры она встречалась с Максимом Горьким, Леонидом Андреевым, Викентием Вересаевым и другими известными писателями. Её работы были опубликованы в журналах «Русская мысль», «Вестник Европы» и «Русское богатство» Произведения писательницы переводились на английский язык и издавались в Великобритании и США.
Современники называли Дмитриеву "идейным баллетристом", сумевшим в своём творчестве выразить самое существенное и типичное в общественной жизни России конца XIX—начала XX века.
Дмитриева писала также для детей; большую популярность завоевал её рассказ «Малыш и Жучка» (1896), выдержавший более двадцати изданий.

## Память
- В Сочи именем Дмитриевой названа улица. В существующем одноэтажном доме на этой улице она жила до своей смерти[1].